# Lancia Gamma
El Lancia Gamma es un automóvil de turismo del segmento E comercializado por Lancia desde 1976 hasta 1984. 

## Características
El Gamma fue presentado en el Salón de Ginebra de 1976, tenía una carrocería cupé diseñada por Pininfarina, un motor de 2.484 cm³ de cilindrada y una caja de cambios de cinco velocidades. La tracción delantera, unida a su interior de lujo, le otorgaba una capacidad rutera excepcional para la época, tratando de competir por un lado con los vehículos alemanes y por otro con los modelos de otras marcas italianas más deportivas, como Maserati.
Sin embargo su precio elevado y una cierta mala fama en cuanto a fiabilidad hicieron que tuviera unas ventas muy limitadas, siendo hoy en día un auténtico vehículo de colección.

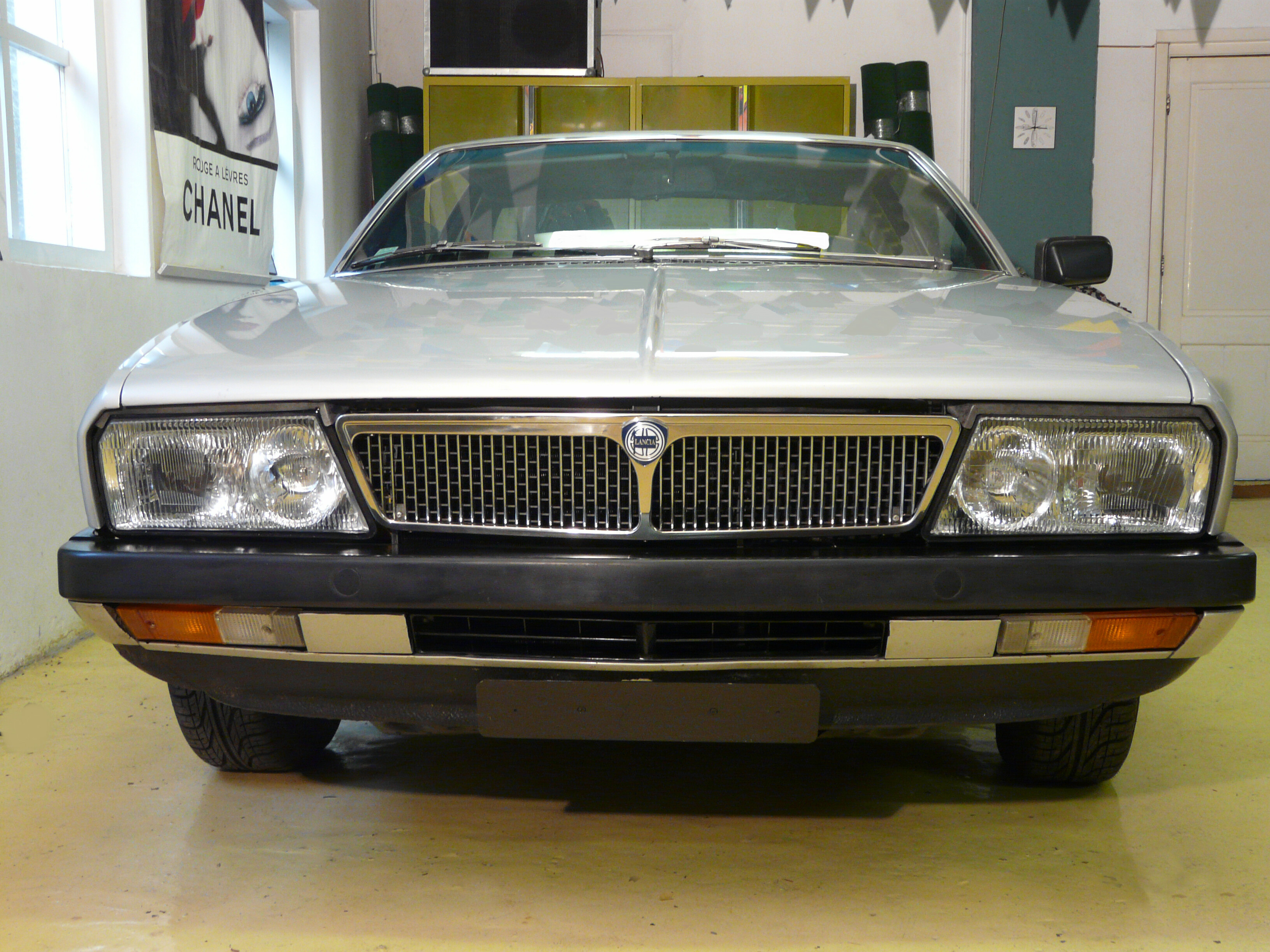
Gamma cupé FL 2500 IE
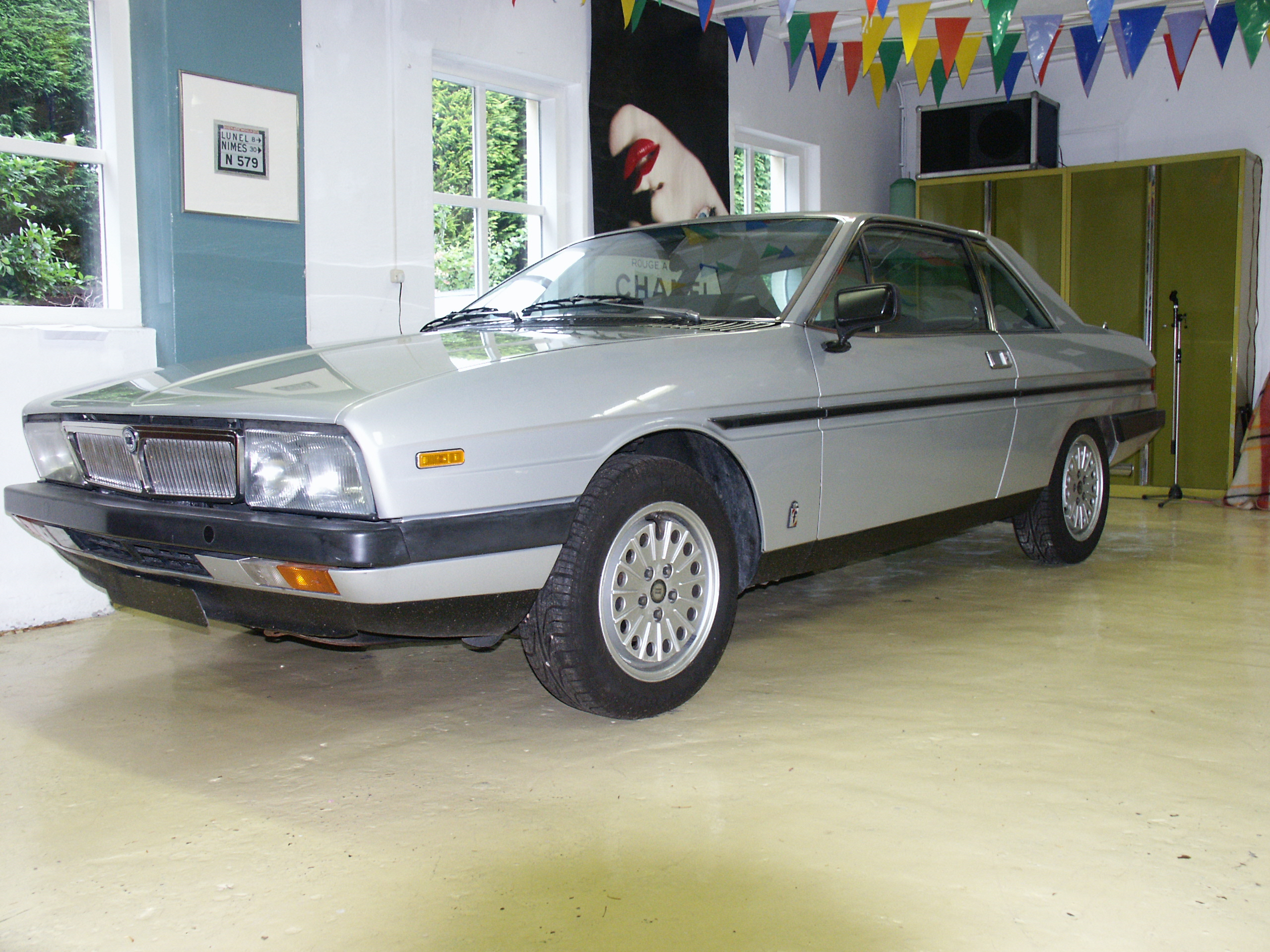
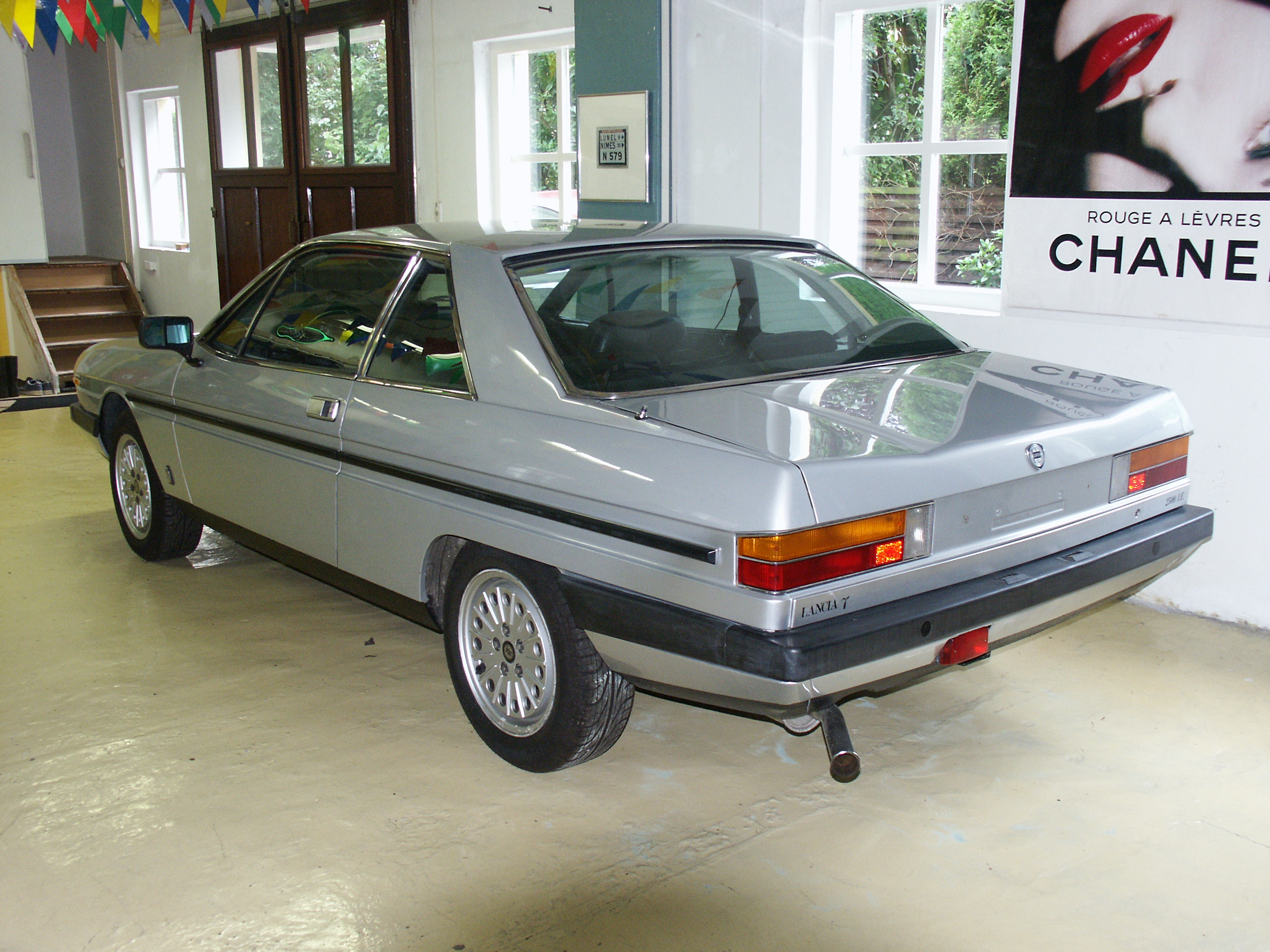